# Transkeidectes
Transkeidectes is een geslacht van rechtvleugeligen uit de familie sabelsprinkhanen (Tettigoniidae). De wetenschappelijke naam van dit geslacht is voor het eerst geldig gepubliceerd in 1992 door Naskrecki.

## Soorten
Het geslacht Transkeidectes  is monotypisch en omvat slechts de volgende soort:
- Transkeidectes multidentis (Naskrecki, 1992)